# Рассоха Ігор Миколайович
Рассоха Ігор Миколайович — український філософ, історик, лінгвіст, громадський діяч. Народився 1 жовтня 1965 р. у Харкові. 1989 р. закінчив історичний факультет Харківського державного університету (нині — ХНУ ім. Каразіна). Доктор філософських наук (2016). Професор (2017) кафедри історії і культурології Харківського університету міського господарства ім. Бекетова. Одружений, має доньку і сина.

## Громадсько-політична діяльність
1989-1990 — член коордрад ХОВ товариства “Меморіал” та комітета “Вибори-89”, один з лідерів Конфедерації анархістів України.
1990-1994 — референт-консультант народного депутата, заступника голови ВРУ Володимира Гріньова (Демплатформа в КПРС, ПДВУ, "Нова Україна"). 1998-1999 — голова Молодіжного парламенту Харківщини.
2004 — радник Харківського виборчого штабу Ющенка, один з організаторів Харківського Майдану, керівник мобільного кризового штабу на третьому турі виборів у Горлівці.
2005-2010 — радник на громадських засадах голови Харківської ОДА Арсена Авакова.
2010-2011 — перший голова громадської організації “Зелений фронт”.
з 2014 — член Коордради Харківського Євромайдану, радник на громадських засадах голів Харківської ОДА Ігоря Балути, Ігоря Райніна, Юлії Світличної. Один з організаторів оборони Харкова від російської агресії 2014 року.
Нагороджений медаллю “25 років незалежності України” та Орденом "За заслуги" III ступеня .

## Основні наукові праці

### Філософія
1. Rassokha, I.M. Relativism as an Ontological System. Axiomathes (2021). https://doi.org/10.1007/s10516-021-09589-w
2. Апология софистов. Релятивизм как онтологическая система — Харьков: ХНАМГ, 2009. — 422 с.  [Архівовано 19 серпня 2019 у Wayback Machine.]
3. Стадиальные флуктуации в цивилизационной истории человечества // Цивилизационная структура современного мира. В 3-х томах. Т. 1. Глобальные трансформации современности. — К.: Наукова думка (Институт мировой экономики и международных отношений НАНУ), 2006. – С. 100 ― 148.
  1. Народы, опередившие свое время, и общества, выпавшие из истории: Исторические стадиальные флуктуации в развитии общества.  [Архівовано 27 серпня 2018 у Wayback Machine.]
4. Философская мысль Финикии. Диссертация на соискание научной степени доктора философских наук. — Харьков, 2015. 
  1. . Финикийская философия и Библия. Открытие финикийцами Америки —  Харьков: ХНАМГ, 2009. — 410 с.  [Архівовано 15 грудня 2017 у Wayback Machine.]
5. Тезисы о тоталитаризме // Политические исследования (Полис). – Москва, 1995, № 2. - С. 147 – 155.
6. Общая периодическая система организации материи // Порог, № 1 / 2002. – С. 21 ― 31.  [Архівовано 17 вересня 2018 у Wayback Machine.]  Таблица.  [Архівовано 24 січня 2005 у Wayback Machine.]
7. Конспект лекцій з навчальної дисципліни «Методологія та організація наукових досліджень» для студентів 5 курсу денної форми навчання освітнього-кваліфікаційного рівня «магістр» спеціальностей 8.050106, 8.03050901 “Облік і аудит”, 8.050201 “Менеджмент організацій”, 8.03060101 “Менеджмент організацій і адміністрування (за видами економічної діяльності)”.  [Архівовано 18 червня 2018 у Wayback Machine.]
8. Про національні корені української філософії // Філософія. Історія культури. Освіта. Доповіді та повідомлення ІІІ міжнародного конгресу україністів. – Харків: Око, 1996. – С. 45 ― 48.
9. Эпидемии насилия ХХ столетия как следствие глобального кризиса общения // Влада і насильство: Збірка наукових статей. – Харків: Ун-т внутрішніх справ, 1997. – С. 84 ― 90.
10. Что нужно Богу? Попытка разговора о пределах счастья // Філософія і література: Матеріали ХІ Харківських міжнародних Сковородинівських читань. – Харків: Прометей-Прес, 2004.
11. О несоизмеримости производительности труда на разных исторических ступенях развития культуры // Бизнес Информ, № 1/2012 (408). – С. 177-179.  [Архівовано 2 травня 2018 у Wayback Machine.]

### Історія
1. Справжність Велесової книги: науковий доказ. — Київ: Український пріоритет, 2018. – 320 с., іл.
2. Украинская прародина индоевропейцев. — Харьков: ХНАМГ, 2007. – 391 с. 
  1. Прародина русов. — Москва: Эксмо; Алгоритм, 2009. — 384  с.
3. Південно-Український центр неолітичної революції // Харьковский историко-археологический сборник. Вып. 5. - Харьков: Мачулин, 2009. — С. 29 ― 77.
4. Открытие финикийцами Америки  [Архівовано 12 серпня 2018 у Wayback Machine.]
5. День Соборності — «Забута перемога». Чому Денікін не взяв Москву // День, № 167 (2000), 16 вересня 2000 р.
6. Ми — народ переможців! // День, № 220 (1999), 27 листопада 1999 р.  [Архівовано 6 квітня 2018 у Wayback Machine.]

### Культурологія та релігієзнавство
1. . Язичницькі релігії та міфи народів світу. — Харків: Веста; Видавництво “Ранок”, 2002. – 144 с.: іл. 
  1. Языческие религии и мифы народов мира. — Харьков: Торсинг, 2002. – 144 с., с илл.
2. Язичництво народів Європи. — Харків: Веста; Видавництво “Ранок”, 2002. – 144 с.: іл.
  1. Язычество народов Европы. — Харьков: Торсинг, 2002. – 144 с., с илл.
3. Витоки української культури // Історія української культури: конспект лекцій (для студентів денної та заочної форм навчання і слухачів другої вищої освіти всіх спеціальностей) / О. Л. Рябченко, Ю. А. Бєліков, В. П. Бурмака та ін.; Харк. нац. ун-т міськ. госп-ва ім. О. М. Бекетова. – Х.: ХНУМГ, 2014. — С. 17 — 49.  [Архівовано 20 вересня 2018 у Wayback Machine.]
4. Апокалипсис по-украински и по-российски (огненная пропасть между двумя ментальностями) // Порог, № 10 / 2001. – С. 51 ― 54.  [Архівовано 15 вересня 2018 у Wayback Machine.]
5. Полный список высших религий // Матеріали  ІІІ міжнародної науково-практичної конференції “Соціалізація особистості в сучасних соціокультурних контекстах”. ― Харківський національний педагогічний університет імені Г. С. Сковороди. - Х.: ХНПУ, 2012. ― С. 143 — 145.
6. Rassokha, Ihor. Harmony of the Higher Religions // Dialogue and Universalism (Poland), 32 (2), 2022. — P. 197 — 211. https://doi.org/10.5840/du202232235

### Лінгвістика
1. Древнейшая индоевропейская гидронимия ареала среднестоговской культуры и решение проблемы индоевропейской прародины // Международная конференция “Северное Причерноморье: к глубинам славянской культуры” (V Чтения памяти академика О. Н. Трубачева), Алупка, 25-30 сентября 2008 г. / Материалы конференции. ― К.; М., 2008. ― С. 134 ― 138.
2. Исследования по ностратической проблеме: Южно-Украинский центр неолитической революции. Методика выявления древнейшего родства языков путем сравнения их базовой лексики с ностратической и сино-кавказской реконструкциями. — Харьков: ХНАМГ, 2010. — 400 с.  [Архівовано 31 січня 2017 у Wayback Machine.]
3. О ностратическом происхождении языковой семьи манде // Культура народов Причерноморья. . № 220, 2012. — С. 180 - 184.   [Архівовано 14 листопада 2012 у Wayback Machine.]
4. Rassokha I. Indo-European origin of alphabetic systems and deciphering of the Byblos script // WORD, a quarterly academic journal of linguistics published of the International Linguistic Association, New York №63 (3/2017), pp. 181–191.
5. Rassokha, Ihor. On a possible similarity between Austro-Asiatic languages, Shabo (Ethiopia) and Sumerian as confirmation of the genetic relationship between the population of Northeast Africa and Southeast Asia // Scientific Journal Virtus, November # 48, 2020: pp. 61 – 65.  [Архівовано 17 січня 2021 у Wayback Machine.]